# Joachim Wilhelm Pipping
Joachim Wilhelm Pipping, född 29 november 1818 i Åbo, död 15 februari 1858 i Helsingfors, var en finländsk läkare. Han var son till språkvetaren Fredrik Wilhelm Pipping.
Pipping blev medicine och kirurgie doktor 1847. Han utnämndes 1853 till docent i kirurgi och barnförlossningskonst i Helsingfors, fick 1856 professors titel och förordnades följande år att sköta professuren i kirurgi, men avled innan tjänsten hunnit besättas. Han var 1856–1857 ordförande i Finska Läkaresällskapet.
Under en längre vistelse utomlands på 1840-talet anslöt han sig till den naturvetenskapliga riktningen inom medicinen och var den första representanten i Finland för en modern, empirisk kirurgi.